# 佐竹行義
佐竹 行義（さたけ ゆきよし）は、鎌倉時代後期にかけての武将。
佐竹氏7代当主で、佐竹義胤の子。

## 経歴
弘安年間（1278年 - 1284年）、正宗寺の正法院を建立した。永仁年間（1293年 - 1299年）には伏見天皇から正法院の勅額を賜った。